# Stefano Perrier
Stefano Perrier (Tenda, 15 ottobre 1884 – Demonte, 27 maggio 1956) è stato un politico italiano.

## Biografia
Medico, esponente del Partito Liberale Italiano in Piemonte. Candidato al Senato alle elezioni politiche del 1953, viene eletto. 
Muore a 71 anni, il 27 maggio del 1956, gli subentra al Senato Giuseppe Dardanelli.